# Матюй-Сале
Матюй-Сале, Матюйсале (нен. матюй короткий, обрезанный, со сглаженным концом) — деревня (ранее имела статус посёлка) в Ямало-Ненецком автономном округе России.

## География
Бывший посёлок расположен на устье реки Салем-Лекабтамбда, у её впадения в Гыданскую губу (залив Карского моря). 
С 2014 года входит в пограничную зону РФ, которая в пределах ЯНАО установлена в полосе местности шириной 10 км от морского побережья.
Расстояние до районного центра: Тазовский 510 км.
Расстояние до областного центра: Салехард 603 км.
Ближайшие населенные пункты
Сосновая 85 км, Хальмер-Вонга 92 км

## История
В 1908 году на Ямале, в том числе в селении Матюй-Сале, побывала этнографическая и картографическая экспедиция, организованная при поддержке Императорского Русского географического общества
.
Деревня с 2004 до 2020 гг. относилась к межселенной территории Тазовского района. В 2020 году межселенная территория была упразднена в связи с преобразованием муниципального района в муниципальный округ.

## Население
| 1989 | 2002 | 2010 | 2021 |
| ---- | ---- | ---- | ---- |
| 149  | ↗463 | ↘7   | ↗8   |

## Экономика
Фактория
Оленеводство, рыболовство.